# World Badminton Grand Prix 1999
Der World Badminton Grand Prix 1999 war die 17. Auflage des World Badminton Grand Prix. Zum Abschluss der Serie fand ein Finale statt.

## Die Sieger
| Veranstaltung       | Herreneinzel           | Dameneinzel        | Herrendoppel                            | Damendoppel                   | Mixed                            |
| ------------------- | ---------------------- | ------------------ | --------------------------------------- | ----------------------------- | -------------------------------- |
| Korea Open          | Fung Permadi           | Zhou Mi            | Flandy Limpele Eng Hian                 | Huang Nanyan Yang Wei         | Kim Dong-moon Ra Kyung-min       |
| Chinese Taipei Open | Fung Permadi           | Dai Yun            | Denny Kantono S. Antonius Budi Ariantho | Helene Kirkegaard Rikke Olsen | Liu Yong Ge Fei                  |
| Swedish Open        | Chen Hong              | Gong Ruina         | Ha Tae-kwon Kim Dong-moon               | Ra Kyung-min Chung Jae-hee    | Kim Dong-moon Ra Kyung-min       |
| All England         | Peter Gade             | Ye Zhaoying        | Tony Gunawan Candra Wijaya              | Chung Jae-hee Ra Kyung-min    | Simon Archer Joanne Goode        |
| Swiss Open          | Fung Permadi           | Cindana Hartono    | Jens Eriksen Jesper Larsen              | Mette Sørensen Rikke Olsen    | Simon Archer Joanne Goode        |
| Polish Open         | Rio Suryana            | Elena Nozdran      | Michał Łogosz Robert Mateusiak          | Ang Li Peng Chor Hooi Yee     | Ma Che Kong Louisa Koon Wai Chee |
| Japan Open          | Peter Gade             | Ye Zhaoying        | Ha Tae-kwon Kim Dong-moon               | Ge Fei Gu Jun                 | Liu Yong Ge Fei                  |
| Malaysia Open       | Luo Yigang             | Dai Yun            | Tony Gunawan Candra Wijaya              | Ge Fei Gu Jun                 | Michael Søgaard Rikke Olsen      |
| Thailand Open       | Chen Gang              | Dai Yun            | Yu Jinhao Chen Qiqiu                    | Qin Yiyuan Gao Ling           | Liu Yong Ge Fei                  |
| Singapur Open       | Heryanto Arbi          | Ye Zhaoying        | Choong Tan Fook Lee Wan Wah             | Huang Nanyan Yang Wei         | Kim Dong-moon Ra Kyung-min       |
| Indonesia Open      | Taufik Hidayat         | Lidya Djaelawijaya | Ricky Subagja Rexy Mainaky              | Helene Kirkegaard Rikke Olsen | Bambang Suprianto Zelin Resiana  |
| US Open             | Colin Haughton         | Pi Hongyan         | Michael Lamp Jonas Rasmussen            | Huang Nanyan Lu Ying          | Jonas Rasmussen Jane F. Bramsen  |
| Dutch Open          | Xia Xuanze             | Tang Chunyu        | Choong Tan Fook Lee Wan Wah             | Chen Lin Jiang Xuelian        | Chen Qiqiu Chen Lin              |
| German Open         | Xia Xuanze             | Tang Chunyu        | Choong Tan Fook Lee Wan Wah             | Chen Lin Jiang Xuelian        | Lars Paaske Jane F. Bramsen      |
| Denmark Open        | Poul-Erik Høyer Larsen | Camilla Martin     | Martin Lundgaard Hansen Lars Paaske     | Gao Ling Qin Yiyuan           | Liu Yong Ge Fei                  |
| China Open          | Dong Jiong             | Zhou Mi            | Ha Tae-kwon Kim Dong-moon               | Ge Fei Gu Jun                 | Liu Yong Ge Fei                  |
| Hong Kong Open      | Chen Wei               | Xie Xingfang       | Cheah Soon Kit Yap Kim Hock             | Chen Lin Jiang Xuelian        | Chan Chong Ming Joanne Quay      |
| Grand Prix Finale   | Peter Gade             | Ye Zhaoying        | Candra Wijaya Tony Gunawan              | Ge Fei Gu Jun                 | Kim Dong-moon Ra Kyung-min       |

## Referenzen
- tournamentsoftware.com